# Macchie 'e culore
Macchie 'e culore è l'undicesimo album del cantante italiano Massimo Ranieri, ed il terzo dal vivo (dopo 'O surdato 'nnammurato, del 1972, e Napulammore, del 1973).

## Il disco
Registrato dal vivo il 15 settembre 1976 al Teatro Valle di Roma, l'album racchiude alcune canzoni classiche napoletane ed una poesia di Raffaele Viviani.
Gli arrangiamenti sono curati da Enrico Polito, che si occupa anche della produzione; il tecnico del suono è Gualtiero Berlinghini.
Connola senza mamma è un successo di Gilda Mignonette: prima di interpretarla Massimo Ranieri fa ascoltare al pubblico in teatro il primo minuto della versione originale del brano.

## I musicisti
- Totò Savio: chitarra solista
- "4+4" di Nora Orlandi: coro
- Orchestra dell'Unione Musicisti di Roma: archi
- Carlo Croccolo: recitazione

## Tracce
Lato A
1. Mierolo affurtunato – 1:38 (testo: Salvatore Di Giacomo – musica: E. A. Mario)
2. Nun voglio ffa niente – 2:53 (Anonimo)
3. Piererotta – 1:35 (Armando Gill)
4. Brinneso – 3:33 (testo: Libero Bovio – musica: Nicola Valente; edizioni musicali La Canzonetta)
5. Mandulinata a Napule – 3:53 (testo: Ernesto Murolo – musica: Ernesto Tagliaferri)
6. Canzona appassiunata – 3:08 (E. A. Mario)
7. Carmela – 3:01 (Giovan Battista De Curtis)
8. 'a 'ndrezzata – 2:50 (Anonimo)
9. Gui gui – 3:18 (testo: Vittorio Fortunato Guarino – musica: Salvatore Gambardella)

Durata totale: 25:49
Lato B
1. M'arricordo 'e te – 2:36 (testo: Giovan Battista De Curtis – musica: Ernesto De Curtis)
2. 'o scuitato – 3:30 (testo: Ernesto Murolo e Edoardo Nicolardi – musica: Vincenzo Valente; edizioni musicali Bideri/Gennarelli)
3. N'accordo in fa – 3:59 (testo: Egidio Pisano – musica: Nicola Valente; edizioni musicali La Canzonetta)
4. La palummella – 2:15 (testo: Domenico Bolognese – musica: Anonimo)
5. Connola senza mamma – 3:53 (testo: Giuseppe Esposito – musica: Gennaro Ciaravolo; edizioni musicali Abici)
6. Fravecatura (poesia) – 4:21 (testo: Raffaele Viviani)
7. Piererotta – 2:32 (Armando Gill)

Durata totale: 23:06